# Kongens valg
Kongens valg (norsk titel: Kongens nei) er et norsk historisk drama co-produceret af Nordisk Film. Filmen var udvalgt som Norges kandidat til Academy Awards i kategorien "Bedste ikke-engelsksprogede film" 2017 Filmen er baseret på historiske begivenheder, men fortier, at kronprins Olav var på parti med appeasement-linjen. Han lod sig overtale af sine sejlervenner om, at det bedste var at tage tilbage til Oslo, og dagen før kong Haakon og regeringen forlod Tromsø med kurs for Storbritannien, gik kronprins Olav til sin far og regeringen med anmodning om at få lov til at rejse hjem til hovedstaden. Det nægtede de, mens filmen fortæller en anden historie.

## Handling
Kongens valg udspiller sig i Norge april 1940, da tyske krigsskibe var på vej til at angribe Norge. Kampen mellem den tyske krydser Blücher og Oscarsborg Fæstning i Oslofjorden endte med, at skibet blev sænket. Den norske regering og kong Haakon 7. fik sig præsenteret et ultimatum af den tyske udsending Curt Bräuer. De måtte vælge mellem kapitulation eller krig. Kongen valgte i samråd med regeringen at sige nej til de tyske krav. Beslutningen var især vanskeligt, da den kunne koste mange norske liv. Tyskerne forsøgte at få ram på kong Haakon og hans familie, som oplevede en dramatisk flugt.

## Centrale roller
- Jesper Christensen som Kong Haakon VII[1]
- Anders Baasmo Christiansen som Kronprins Olav
- Tuva Novotny som Kronprinsesse Märtha
- Lage Kongsrud som Prins Harald
- Karl Markovics som Curt Bräuer
- Katharina Schüttler som Anneliese Bräuer
- Juliane Köhler som Diana Müller
- Erik Hivju som oberst Birger Eriksen[10]
- Arthur Hakalahti som Fredrik Seeberg[11]